# Pissoir

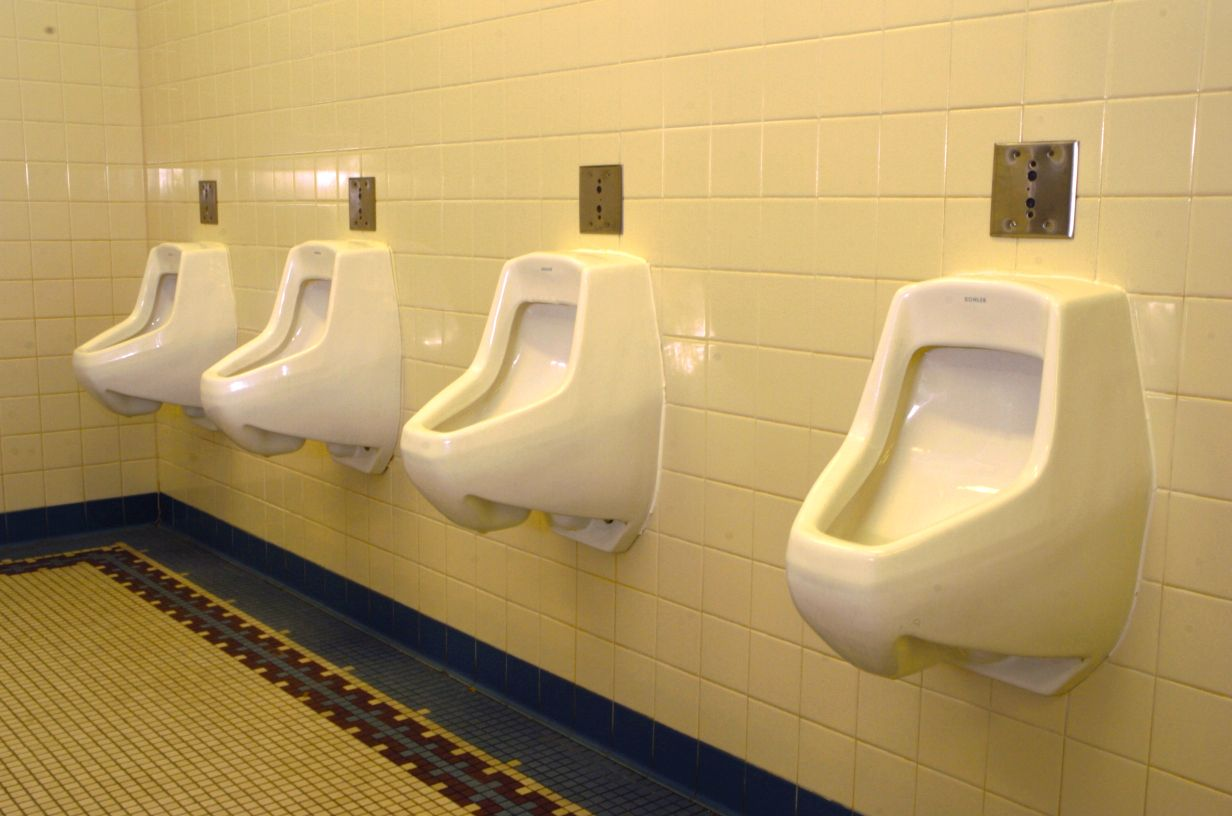
Pissoir als Abteilung einer Männertoilette

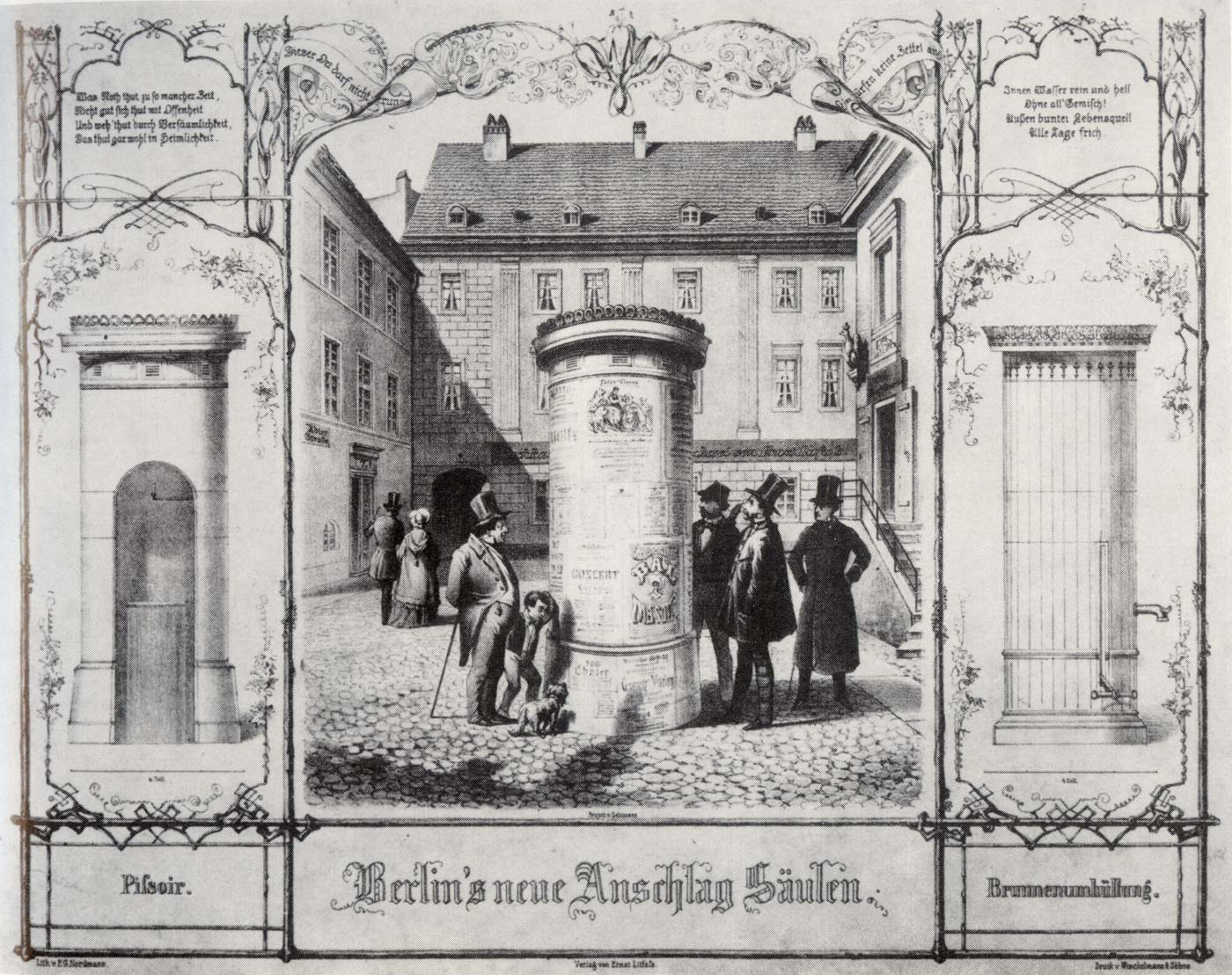
Zeitgenössische Lithographie zur ersten Berliner Litfaßsäule, links mit integriertem Pissoir

Ein Pissoir, veraltet auch Pissort, ist ein für das Urinieren im Stehen vorgesehener Ort. Ein Pissoir kann sowohl ein eigenständiges Gebäude als auch eine Abteilung einer Toilette sein. Gelegentlich werden auch die Pinkelrinne und fälschlicherweise das Urinal als Pissoir bezeichnet.

## Etymologie
Das Wort ist französischen Ursprungs und setzt sich zusammen aus dem Verb pisser („pissen“) und dem Suffix -oir (von lateinisch -orium – der Ort, wo etwas geschieht). Im Französischen selbst wurden diese Orte früher vespasienne genannt (nach dem römischen Kaiser Vespasian, der eine Sondersteuer auf das Sammeln von Urin erhob, welcher damals als Ammoniakquelle zum Gerben von Leder verwendet wurde). Dieser Begriff ist laut dem Wörterbuch Petit Larousse Illustré 1994 allerdings veraltet (Seite 1062: „VESPASIENNE n.f....Vx...“, Seite 24: „vx...vieux (mot qui n'est généralement plus compris ni employé...)“). Der standardsprachliche Begriff ist nach Larousse urinoir. Der Begriff pissoir existiert ebenfalls, ist jedoch als pop. (populaire) gekennzeichnet.
Als 1834 der Präfekt Claude-Philibert de Rambuteau in Paris die ersten öffentlichen Pissoirs errichten ließ, wurden sie von der Opposition spöttisch colonne Rambuteau (Säule des Rambuteau) genannt. Rambuteau lancierte daraufhin die offizielle Bezeichnung colonne vespasienne (vespasianische Säule). Es existieren die Bezeichnungen urinoir und – etwas weniger gepflegt – pissoir, pissotière. Das Wort épissoir hat damit nichts zu tun, es bezeichnet einen Pfriem, der beim Spleißen (épisser) verwendet wird (Marlspieker).

## Besonderes
- Als Café Achteck werden in Berlin euphemisch jene mit Dach versehenen Blechkioske mit einer Pissrinne am Boden oder in halber Höhe wegen der acht Sichtwände benannt. Eine Seite bildet durch übergreifende Wände den Eingang. Ähnliche Kioske mit Pissoirs – teilweise in runder Form – finden sich gleichfalls in anderen Städten.
- In Dresden-Pieschen (Leipziger Straße) befand sich bis in die 1980er Jahre ein rechteckiges Pissoirhäuschen am Pieschener Hafen, von dessen Pissrinne in halber Höhe der Abfluss durch ein Rohr direkt in die Elbe erfolgte.

- In Wien wurden in der Jugendstilzeit Pissoire als Teil einer Anlage mit Klosetts I. und II. Klasse als Pissort bezeichnet.[5]

- In den Niederlanden sind teilweise offene Pissoiranlagen, aber auch schneckenförmig eingedrehte Blechkonstruktionen vorhanden.[6]

- In der Schweiz wird seit dem Jahr 2000 bei Musikfestivals mit „Peeasy“ ein Frauen-Pissoir (Missoir) eingesetzt, wo Frauen stehpinkeln können.[7] Auch an anderen Orten findet man hin und wieder Pissoirs für Frauen.

- Um unerlaubtes Wildpinkeln an bestimmten Plätzen zu verhindern, wurden in Basel an ausgewählten Standorten mobile Kunststoffhäuschen aufgestellt. Diese aufgrund zahlreicher Reklamationen ergriffene Maßnahme des Basler Baudepartements gegen das Wildpinkeln sollte zunächst mit mobilen Anlagen geprüft werden, wie und ob dies genutzt wird. Die Akzeptanz kann bei diesen mobilen Pissoirs am erreichten Tankinhalt kontrolliert werden.[8] „Die leidige Unsitte des wilden Urinierens in dunkle Ecken des öffentlichen Raums und in Grünanlagen, insbesondere nach feucht-fröhlichen Gelagen, wird in Basel in zunehmendem Masse zu einem Problem, wie das Tiefbauamt Basel-Stadt mitteilt. Klagen von Anwohnern, Hausbesitzern und Restaurants über das Wildurinieren würden sich in der Stadt häufen.“[9] Die Pissoirhäuschen aus Plastik seien von rund 70'000 Personen genutzt worden, laut einer Schätzung nach der gesammelten Urinmenge von 35'000 Litern. Die Anlagen waren von den Nutzern akzeptiert worden, doch sei das „Wildpinkeln“ verringert, aber nicht verhindert worden. Kritik gab es aus dem nächsten Umfeld der Standorte. Ein saisonales Angebot werde gegenüber fixen Installationen eher toleriert.[10]

- „Explizite sexuelle Handlungen in öffentlichen Anlagen haben schon eine lange Tradition. Im letzten Jahrhundert erhielten Pissoirhäuschen und Parkanlagen eine neue Bedeutung. Sie wurden in der Nacht zum Treffpunkt von Menschen, die Sex suchten und austauschten. In den letzten 30 Jahren wurden diese Orte von der homosexuellen Gemeinschaft beinahe schon institutionalisiert, so dass sie in den internationalen Reiseführern eine eigene Rubrik erhalten.“[11]

- Oft werden nicht mehr genutzte Pissoirhäuschen einem anderen Nutzungszweck zugeführt. So wurde ein ehemaliges Pissoir in Prenzlauer Berg mit der Sanierung des Platzes (Erich-Weinert-/ Gudvanger Straße) zum Müllhaus umgebaut.(dazu Bild in der Galerie) In Nürnberg bestand 2009 ein zum Künstlerautomaten umfunktionierte, denkmalgeschütztes Pissoir-Häuschen.[12]

- Bio-Pinkel-Blumentröge gefüllt mit Sägespänen werden seit 2017 in Paris eingesetzt. Das Verfahren spart Wasser und Chemikalien, die Sägespänefüllung kann kompostiert werden.[13]
- Das aufgeklebte Bild einer Fliege im Pissoirbecken motiviert den Nutzer zu höherer Zielgenauigkeit.[14]

Pissoir-Kioske
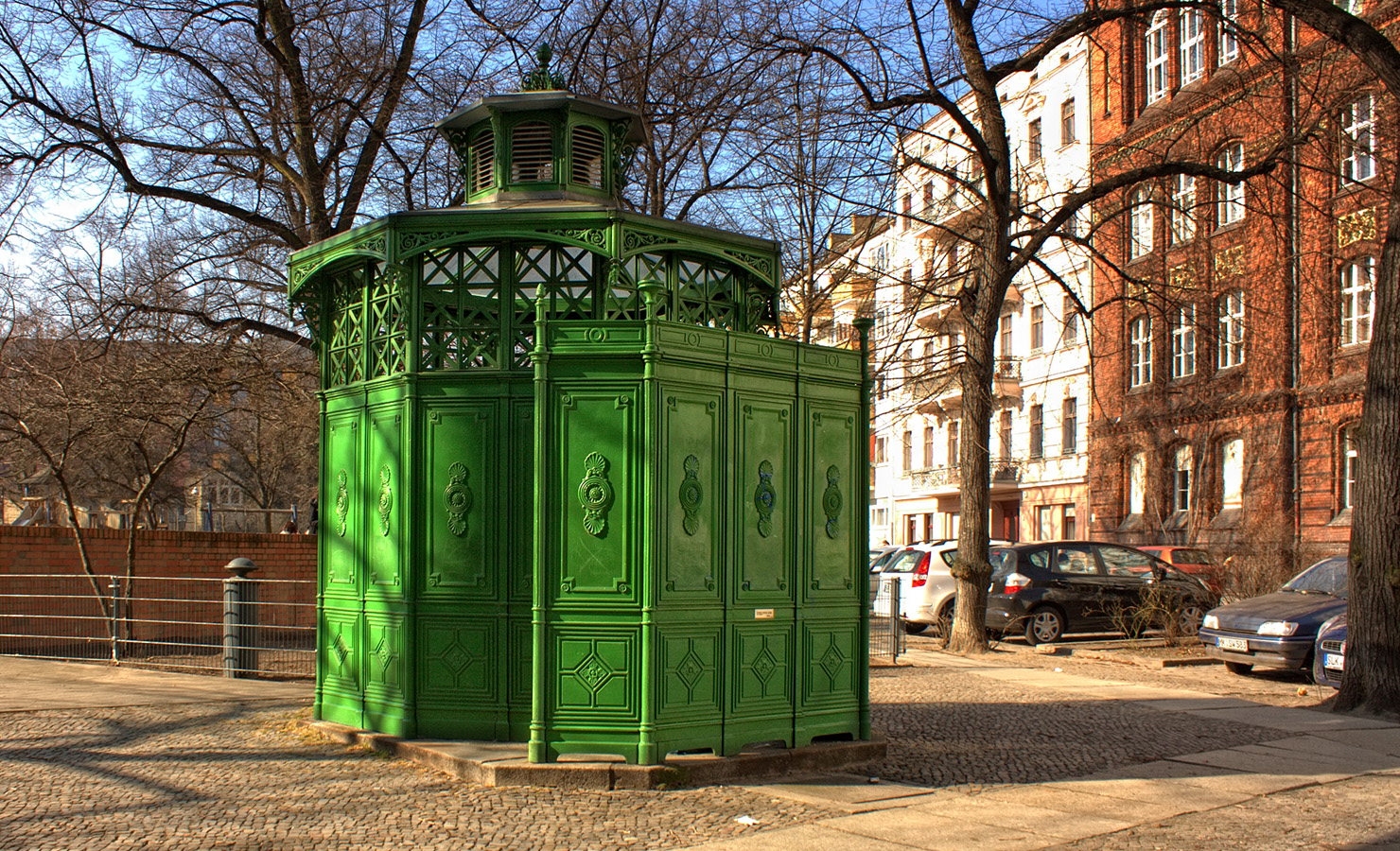
Café Achteck in Berlin
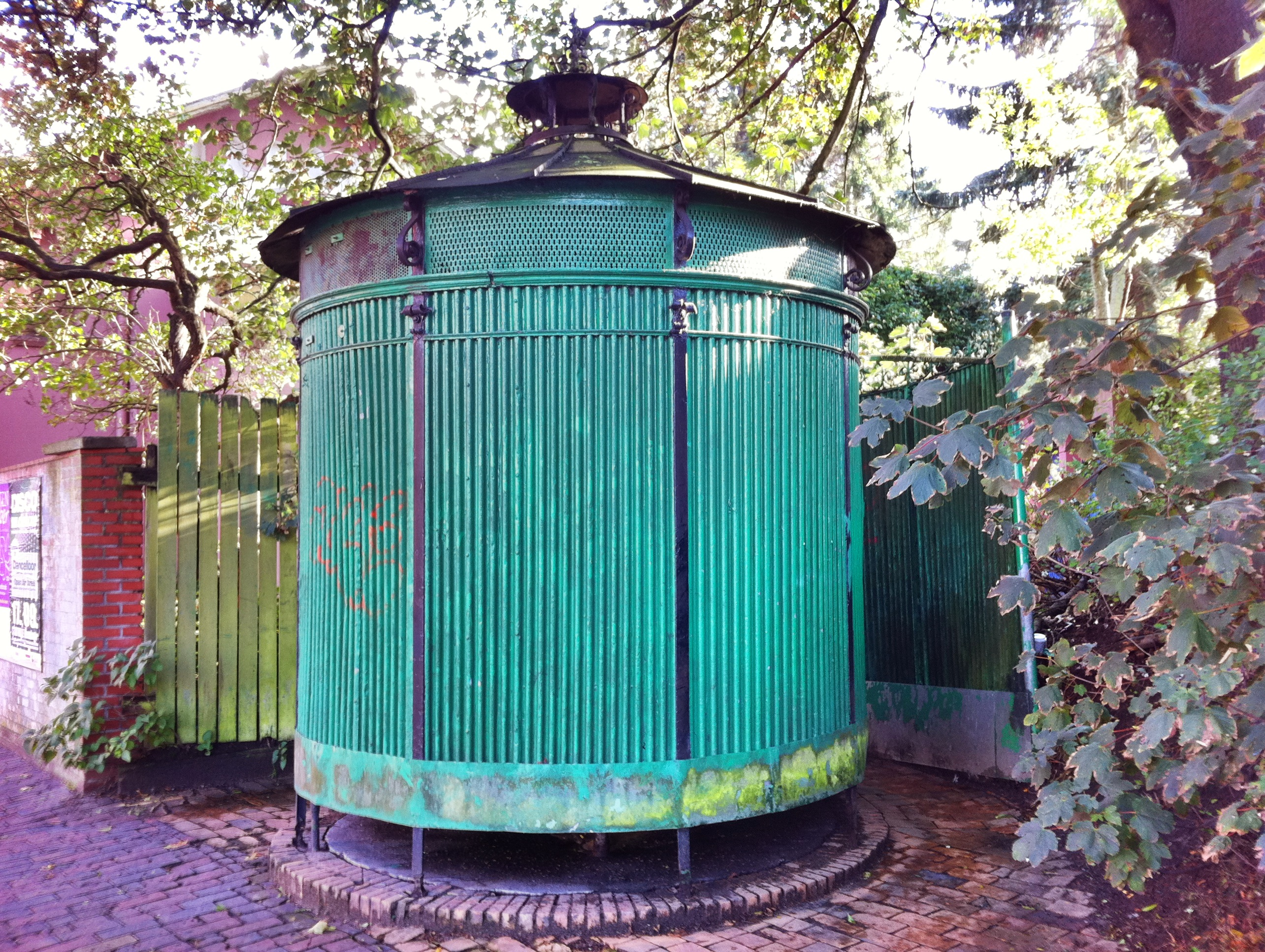
Altes Pissoir, Neumünster Bahnhofstraße 2
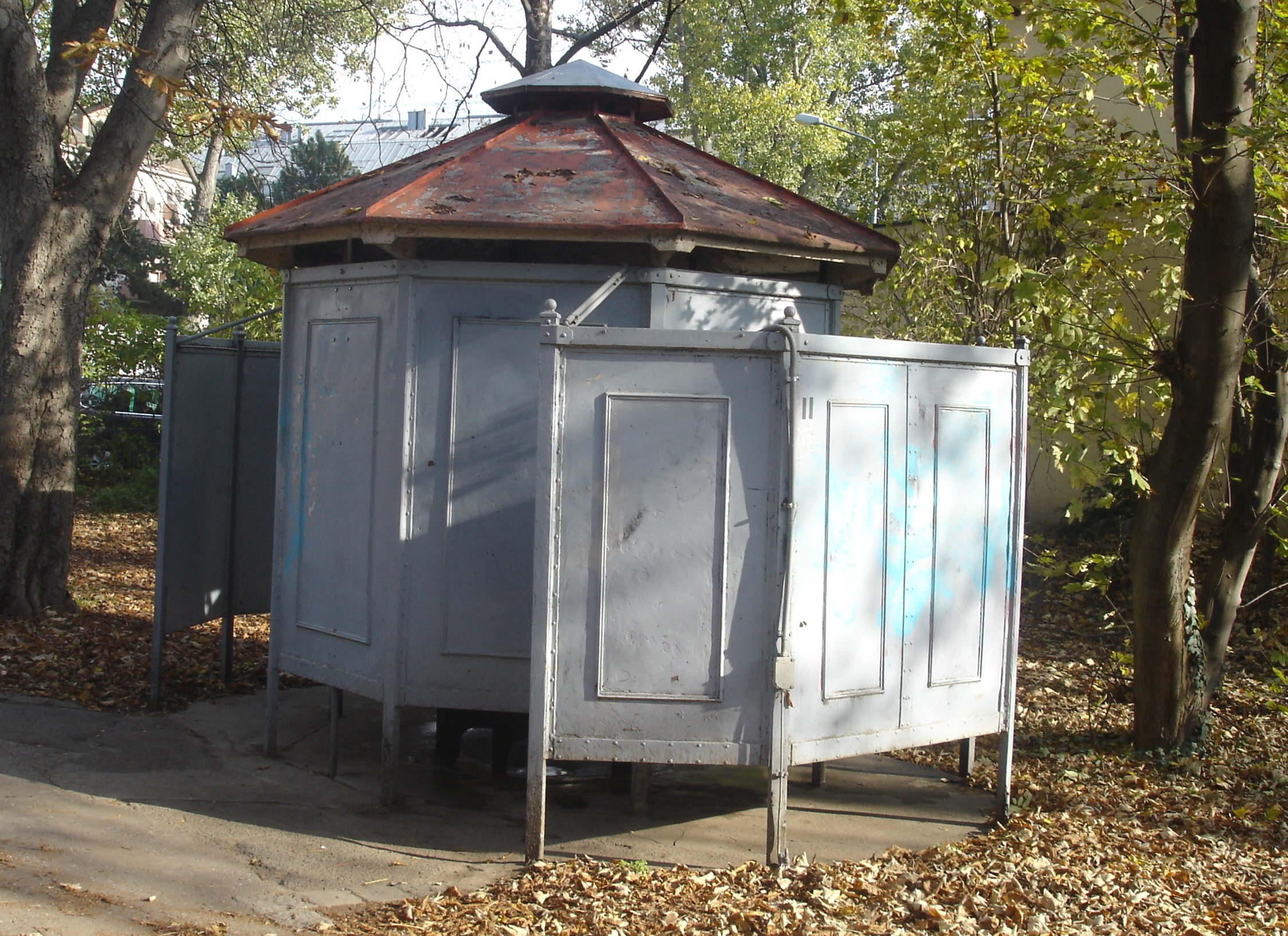
Eingangsbereich des Auparks Floridsdorf, Wien
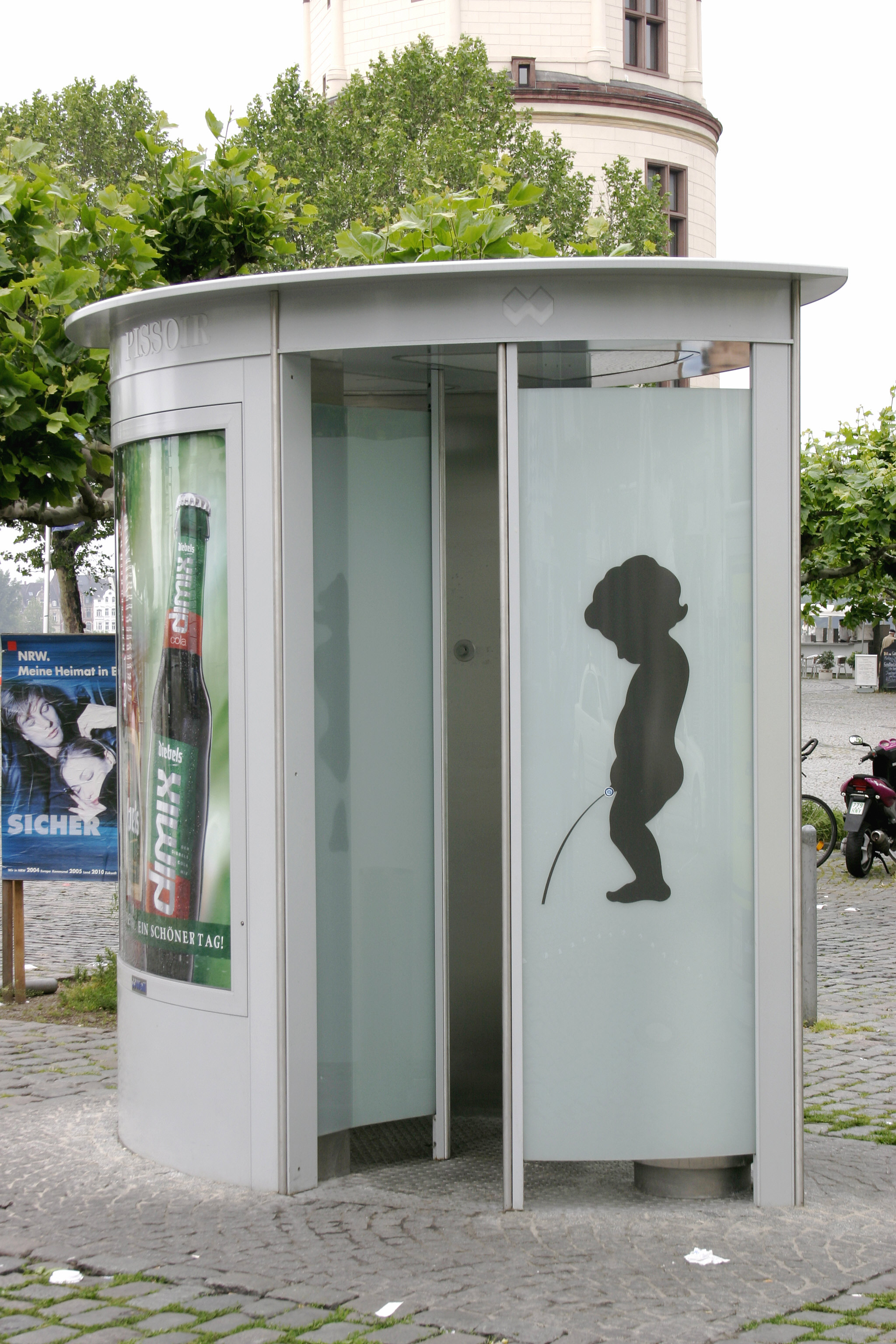
Freistehend Düsseldorf
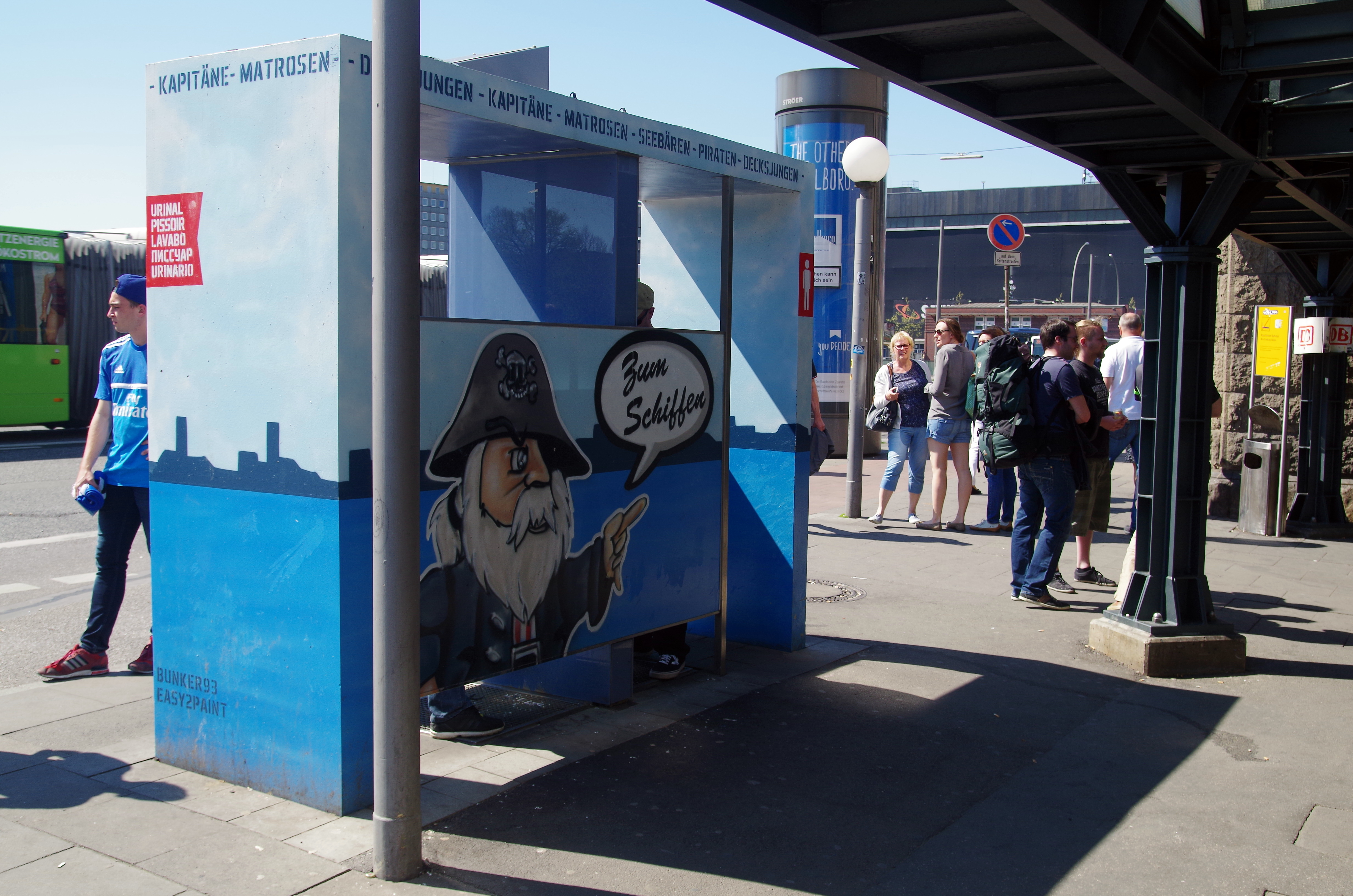
Hamburg Hauptbahnhof, Ausgang Süd
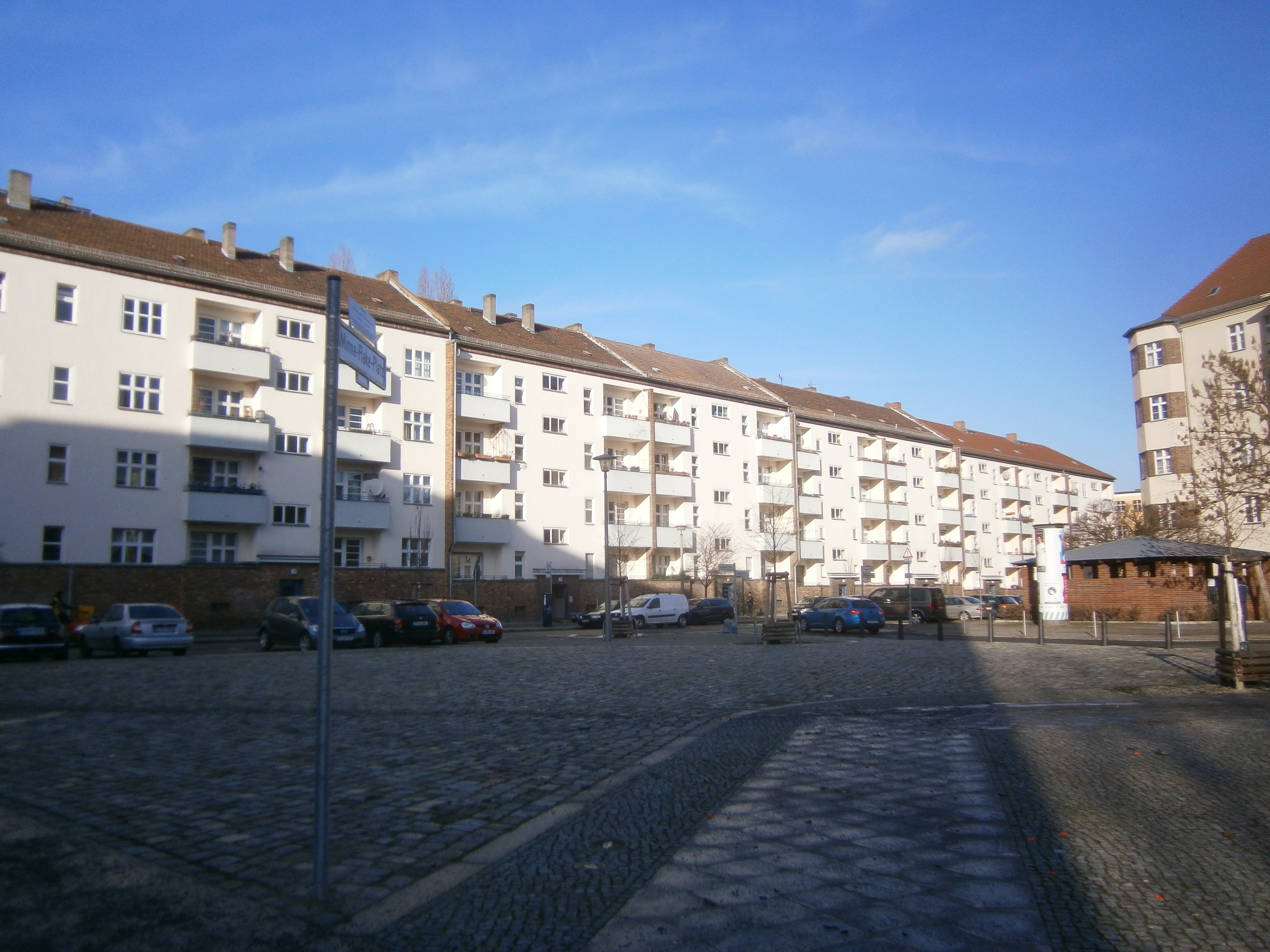
Umnutzung zum Müllhaus (rechts im Bild)